# Acción del Puerto de Descarga
La acción del puerto de Descarga fue uno de los combates de la Primera Guerra Carlista.

## Antecedentes
La rebelión estalló después de la convocatoria de las Cortes el 20 de junio de 1833 cuando el pretendiente don Carlos, refugiado en Portugal se negó a jurar lealtad a María Cristina de Borbón-Dos Sicilias y el 1 de octubre, apoyado por Miquel I de Portugal, reclamó su derecho al trono. La revuelta no tuvo el apoyo del ejército y la guerra empezó el 6 de octubre cuando el general Santos Ladrón de Cegama tomó Logroño y pasó a Navarra para unirse con los sublevados, siendo capturado a la batalla de Los Arcos y fusilado a los pocos días. En Cataluña, la rebelión de José Galceran en Prats de Llusanés el 5 de octubre fue sofocada por el capitán general Llauder.
La presencia carlista quedó debilitada con la campaña del liberal Pedro Sarsfield y Tomás de Zumalacárregui asumió la dirección de los contingentes navarros el 15 de noviembre y de los vascos tres semanas después, reactivando la rebelión al norte, organizando el ejército carlista, capturó la Real Fábrica de Armas de Orbaiceta, provocando la sustitución del general Valdés por Vicente Genaro de Quesada, quién empezó las represalias.
El ejército liberal de José Ramón Rodil trató de destruir el ejército de Zumalacárregui y arrestar a Carlos María Isidro de Borbón pero después de una desastrosa campaña se vio obligado a renunciar al mando y fue sustituido por Manuel Lorenzo. Las tropas isabelinas de Navarra no fueron capaces de contener el ejército de Zumalacárregui, que capturó un convoy de armas que iba de Burgos a Logroño por el camino real.
Los isabelinos perdieron dos mil hombres a la acción de Alegría de Álava y la acción de Echavarri, de los cuales muchos acabarían en las filas carlistas. Las comunicaciones con Bilbao, San Sebastián y Pamplona quedaron cortadas, pero fueron derrotados en las batallas de Mendaza y Arquijas Sin poder destruir el ejército liberal, la tentativa sobre Madrid quedó abortada y Gerónimo Valdés decidió atacar a Tomás de Zumalacárregui en su reducto del valle de Amézcoas con 21 000 hombres, la mayor movilización de tropas cristinas desde el inicio del conflicto.
Edward Granville Eliot llegó el 25 de abril al valle de La Berrueza donde se había retirado Tomás de Zumalacárregui desde Amézcoas y consiguió que los dos bandos firmaran el Convenio de Eliot.
Después del desastre de la batalla de Artaza, Gerónimo Valdés se retiró a la orilla sur del Ebro, ordenando la evacuación de las guarniciones isabelinas entre Logroño, Vitoria y Pamplona y la frontera francesa, abriendo el camino a Zumalacárregui para conquistar el País Vasco, ocupando Guipúzcoa en pocas semanas sacado de San Sebastián y Fuenterrabía, ocupando Éibar y consiguiendo numerosas piezas de artillería.
Zumalacárregui posó asedio a Ordizia en mayo de 1835 para demostrar que era bastante fuerte como para tomar ciudades y no solo luchar a campo abierto, y los liberales asediados, sabiendo de la poca efectividad de la artillería carlina, resistieron el asedio esperando refuerzos. Gaspar Jáuregi se acercó desde San Sebastián hasta Tolosa, Espartero desde Vizcaya a Vergara, y Valdés se encontraba a Mondragón.

## La batalla
Tomás de Zumalacárregui endureció el asedio para evitar la llegada de refuerzos, enviando a Gómez en Tolosa y a Villarreal de Urrechua para parar Baldomero Espartero. El 2 de junio Espartero estaba en Descarga esperando las noticias del resto de los cabos liberales, pero una fuerte tormenta lo hizo retirar a Vergara. Francisco Benito Eraso envió a los lanceros de Vizcaya y a los guías de Álava a reconocer Descarga, encontrándose con el liberal, y en medio de la noche y la tormenta, los liberales se dispersaron creyente que recibían el ataque del grueso de las fuerzas carlistas y causando la retirada de Espartero de Vergara en Bilbao, Gerónimo Valdés en Pamplona y Gaspar Jauregi en San Sebastián.

## Consecuencias
El día 3 se produjo rendición de Villafranca, y los días siguientes de Vergara, Tolosa, Éibar, Irún y Durango, quedando las provincias de Guipúzcoa y Vizcaya, sacado de las capitales, en manos de Tomás de Zumalacárregui.
La retirada del asedio de Bilbao fue un fracaso militar y político, que comportó la pérdida del apoyo exterior y el origen de tensiones internas.
Juan Antonio Guergué comandó una expedición en Cataluña con intención de unificar las fuerzas catalanas.[15] El 8 de agosto del 1835 sale de Estella al frente de 2.700 hombres mientras el general Pastores, ninguno del ejército de Cataluña, encomendó a los generales Gurrea y Conrad la interceptación de los carlistas.[15]